# Michael Baumann (Politiker)
Michael Baumann (* 28. Oktober 1897 in Meßnerskreith; † 29. November 1970 in Maxhütte-Haidhof) war ein deutscher Politiker der KPD.
Baumann wohnte in Burglengenfeld, er war Arbeiter und Betriebsrat. 1946 gehörte er der Verfassunggebenden Landesversammlung in Bayern an.